# Puertas de cisne

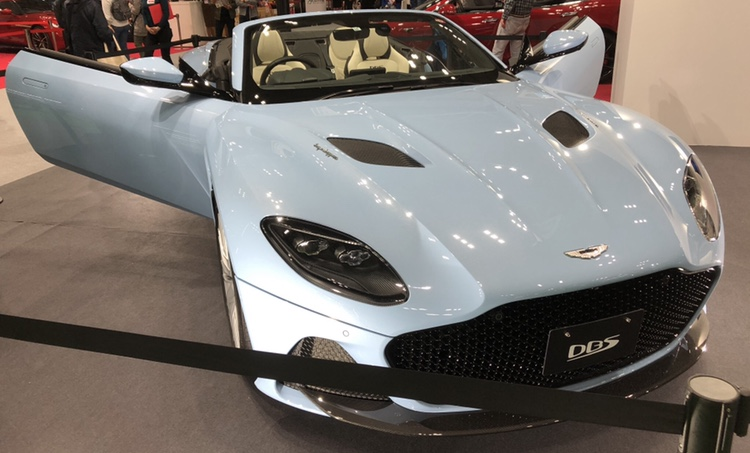
Aston Martin DBS Superleggera Volante con las dos puertas de cisne abiertas

Las puertas de cisne son un tipo de puerta que a veces se ve en automóviles de alto rendimiento o en prototipos. Funcionan de manera similar a las puertas de un vehículo convencional, pero a diferencia de estas, se abren adoptando también un ligero ángulo hacia arriba. Este diseño ayuda a las puertas a separar las puertas de los bordillos, algo especialmente útil en los coches deportivos más bajos, abriéndose ligeramente hacia arriba para alejarse de la acera. El nombre proviene de la similitud de un automóvil con las puertas abiertas a un cisne con las alas abiertas.
Aston Martin ha utilizado el diseño en muchos de sus modelos, incluidos los DB9, DB10, DB11, DBS V12, One-77, Rapide, Vantage, Vanquish, Virage, CC100 y Vulcan. De igual manera, el diseño ha sido utilizado por la empresa hermana de Aston Martin, Lagonda, en el Lagonda Taraf, así como por otros fabricantes en modelos como los Hennessey Venom GT, Vencer Sarthe y Pagani Huayra Roadster. 
Distintos prototipos también han usado puertas de cisne, incluidos el Jaguar C-X75, el Nissan URGE, el Bertone Nuccio, el Lamborghini Asterion o el Toyota NS4 entre otros.

Puertas de cisne
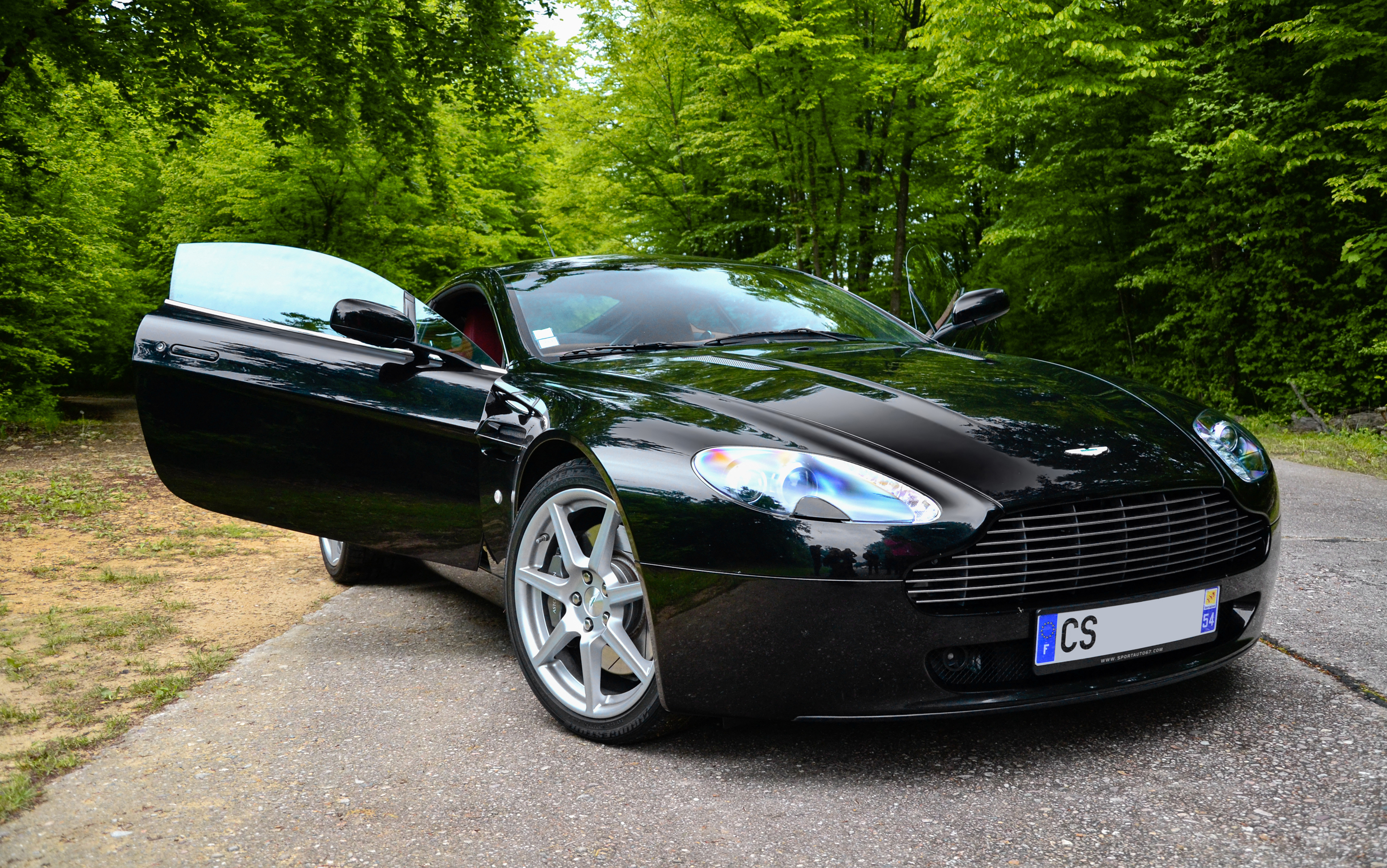
Aston Martin V8 Vantage con puertas de cisne
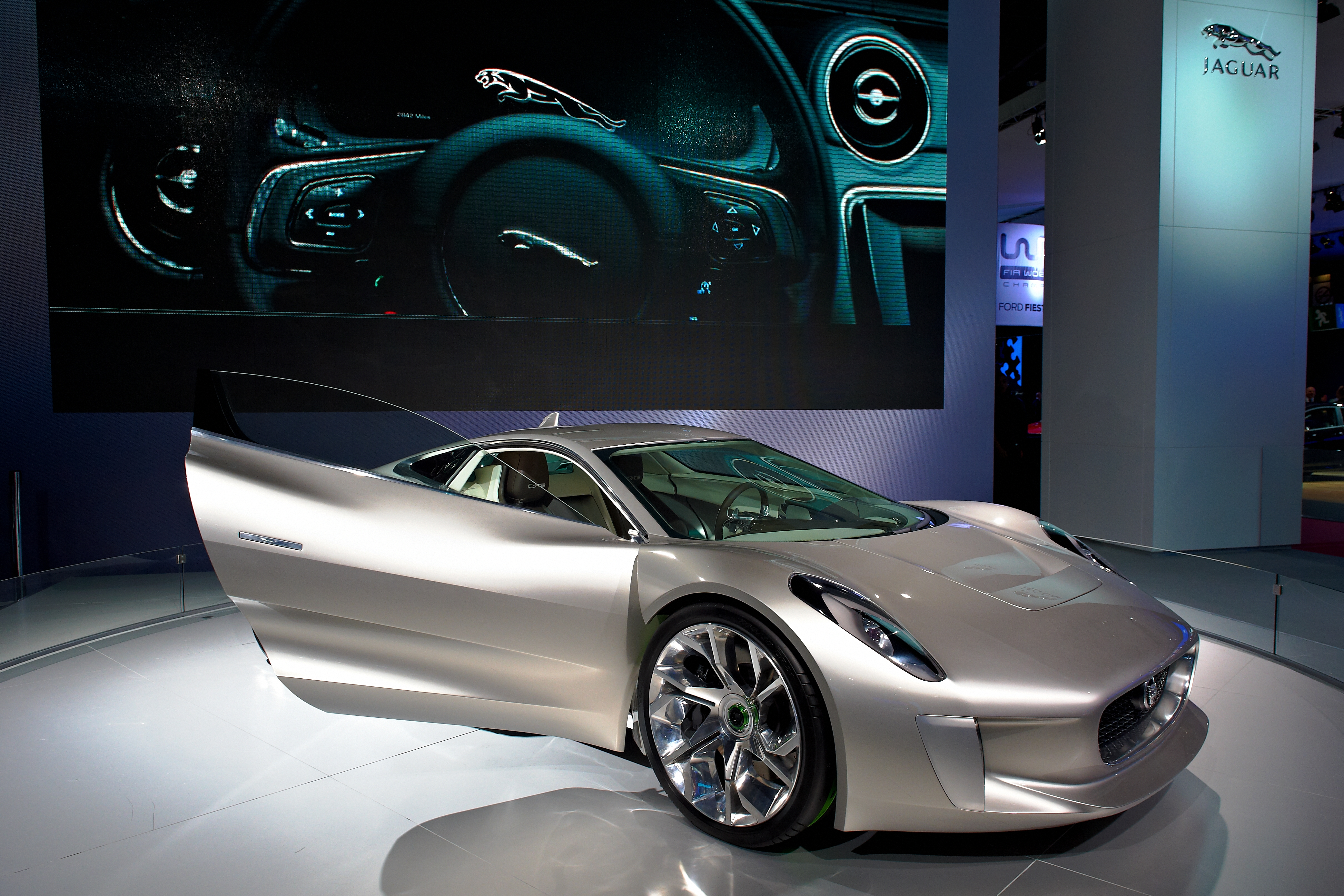
Prototipo Jaguar C-X75
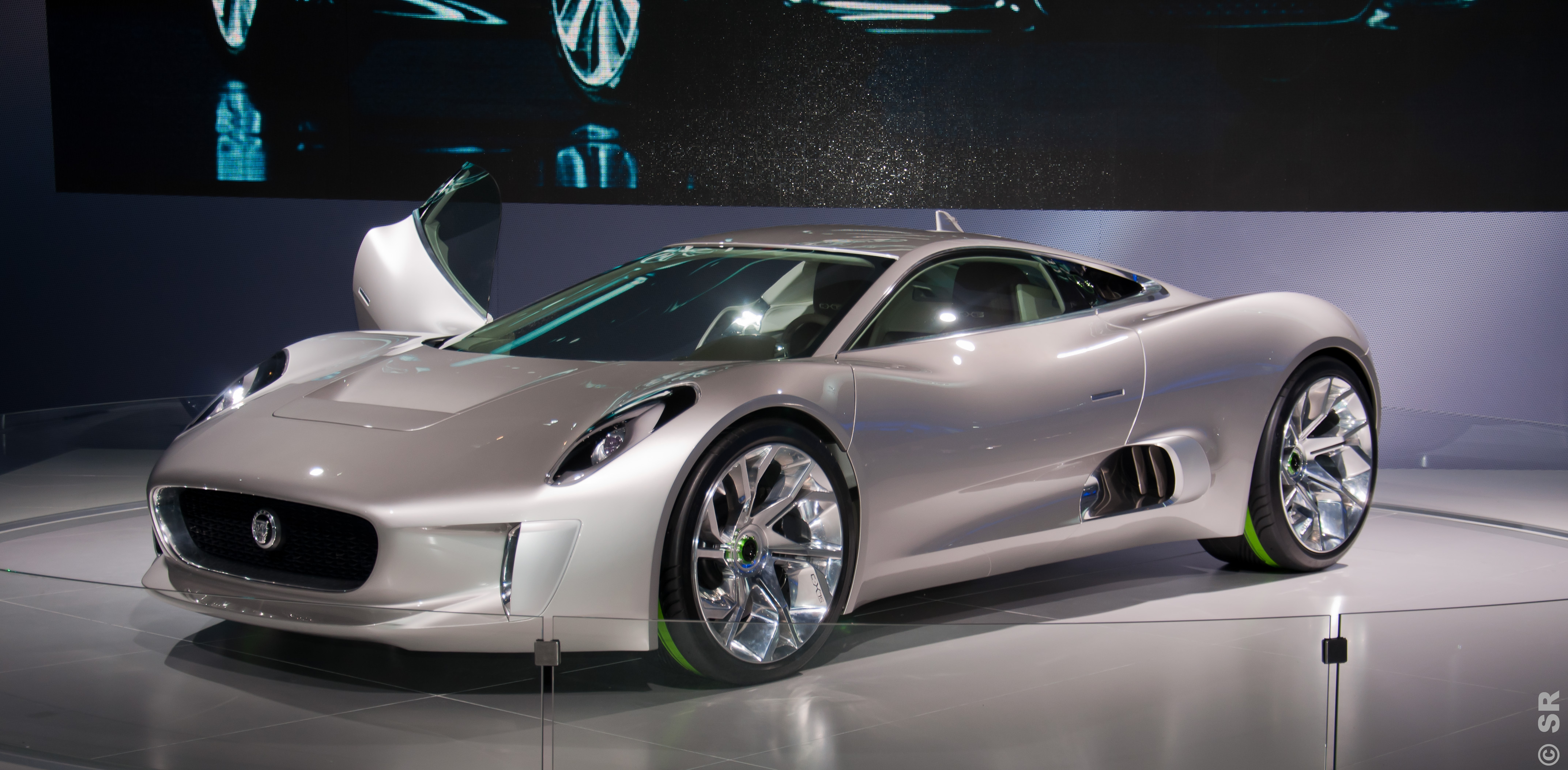
Prototipo Jaguar C-X75